# Shuangxi (Neu-Taipeh)
Shuangxi (chinesisch 雙溪區, Pinyin Shuāngxī Qū, Pe̍h-ōe-jī Siang-khe) ist ein Bezirk der Stadt Neu-Taipeh im Norden der Insel Taiwan, Republik China.

## Lage
Shuangxi liegt im Osten der Stadt Neu-Taipeh. Seine Nachbarbezirke sind Pingxi im Westen, Ruifang im Norden sowie Gongliao im Osten; im Süden grenzt der Bezirk an den Landkreis Yilan. Die weitgehend hügelige bis gebirgige Landschaft wird im Norden vom Fluss Shuangxi, im Süden vom Beishi durchflossen.

## Geschichte und Bedeutung
Die ursprünglich von Ureinwohnern besiedelte Gegend des heutigen Shuangxi geriet während der ersten Hälfte des 17. Jahrhunderts wie auch weitere Teile Nordtaiwans kurzzeitig unter den Einfluss Spaniens bzw. der Niederlande, die hier Stützpunkte unterhielten (siehe Artikel Geschichte Taiwans). Die Besiedlung des Gebiets durch chinesische Einwanderer begann Ende des 18. Jahrhunderts. Da die gebirgige Landschaft nur bedingt Landwirtschaft zuließ, blieb die Einwohnerzahl gering. Nach der Entdeckung von Kohlevorkommen erlangte Shuangxi zu Anfang des 20. Jahrhunderts durch den Kohleabbau eine gewisse wirtschaftliche Bedeutung, die nach dem Zweiten Weltkrieg mit der Erschöpfung der Kohlevorräte wieder verlorenging.
Heute gehört Shuangxi zu den am dünnsten besiedelten Bezirken Neu-Taipehs und ist dank seiner teilweise malerischen Landschaft ein beliebtes Ausflugs- und Naherholungsziel im Großraum Taipeh.